# محمد شيخ الدين
محمد شيخ الدين (19 مارس 1985 - ) هو لاعب كرة قدم سوداني في مركز الوسط، شارك في كأس الأمم الأفريقية 2012.

## وصلات خارجية
- محمد شيخ الدين على موقع Soccerway.com (الإنجليزية)